# Argenis Fernández
Argenis Alberto Fernández Zapata (Ciudad Neily, Corredores, 3 de abril de 1987) es un exfutbolista costarricense. Actualmente es asistente técnico en Santos de Guápiles.

## Carrera
Fernández comenzó su carrera con el Santos de Guápiles en la Primera División de Costa Rica, donde pasó de la cantera al primer equipo en 2006.
Fue firmado por New England Revolution en marzo de 2008 (al parecer por un monto de $ 300.000, aunque otros informes reclamar la cantidad fue menor). Hizo su debut en el New England Revolution el 12 de abril de 2008, al entrar como sustituto de medio tiempo en el partido contra el Colorado Rapids. Fernández jugó en un partido más como un sustituto antes de ser cedido de nuevo a LD Alajuelense para el resto de la temporada 2008 de la Major League Soccer.
Fernández renunció al New England Revolution el 7 de abril de 2009, para hacer espacio en el roster de Emmanuel Osei.

## Selección nacional
Fernández jugó con Costa Rica en la Copa del Mundo de la FIFA Sub-20 2007 celebrada en Canadá, donde realizó dos apariciones con los Ticos.

## Clubes

### Como jugador
| Club                   | País           | Año       |
| ---------------------- | -------------- | --------- |
| Santos de Guápiles     | Costa Rica     | 2006-2008 |
| New England Revolution | Estados Unidos | 2008-2009 |
| L. D. Alajuelense      | Costa Rica     | 2009-2013 |
| Santos de Guápiles     | Costa Rica     | 2013-2015 |
| C. D. Cobán Imperial   | Guatemala      | 2015-2016 |
| Municipal Liberia      | Costa Rica     | 2016      |
| A. D. Cariari Pococí   | Costa Rica     | 2017-2020 |

### Como segundo entrenador
| Club               | País       | Año  |
| ------------------ | ---------- | ---- |
| Santos de Guápiles | Costa Rica | 2024 |